# Kanton Colmar-2
Der Kanton Colmar-2 ist seit 2015 ein französischer Wahlkreis im Arrondissement Colmar-Ribeauvillé, im Département Haut-Rhin und in der Region Grand Est.

## Geschichte
Der Kanton wurde anlässlich der Wahlkreisreform, die am 22. März 2015 in Kraft trat, neu gebildet.

## Geografie
Der Kanton Colmar-2 grenzt im Nordwesten und Norden an den Kanton Sainte-Marie-aux-Mines, im Nordosten an das Département Bas-Rhin, im Osten und Süden an den Kanton Ensisheim, im Südwesten an den Kanton Wintzenheim sowie im Westen an den Kanton Colmar-1. Bei der Gründung des Kantons kam die Stadt Colmar teilweise und 13 weitere Gemeinden zum neuen Kanton. Mit Ausnahme des Anteils an der Stadt Colmar lagen alle Gemeinden bis 2015 im Kanton Andolsheim.

## Gemeinden
Der Kanton besteht aus 13 Gemeinden und Gemeindeteilen mit insgesamt 53.417 Einwohnern (Stand: 1. Januar 2022) auf einer Gesamtfläche von 165,22 km²:
| Gemeinde               | Elsässisch    | Deutsch        | Einwohner (2022) | Fläche (km²) | Code postal   | Code Insee |
| ---------------------- | ------------- | -------------- | ---------------- | ------------ | ------------- | ---------- |
| Andolsheim             | Àndelse       | Andolsheim     | 2.196            | 11,60        | 68280         | 68007      |
| Bischwihr              | Bìschwihr     | Bischweier     | 1.192            | 3,23         | 68320         | 68038      |
| Colmar                 | Colmer        | Colmar         | 29.187           | 50,37        | 68000 – 68033 | 68066      |
| Fortschwihr            | Fortschwihr   | Fortschweier   | 1.177            | 4,78         | 68320         | 68095      |
| Grussenheim            | Grüsse        | Grussenheim    | 795              | 7,53         | 68320         | 68110      |
| Horbourg-Wihr          | Horwrig-Wihr  | Horburg-Weier  | 6.247            | 9,42         | 68180         | 68145      |
| Houssen                | Hüse          | Haussen        | 2.358            | 6,70         | 68125         | 68146      |
| Jebsheim               | Jebse         | Jebsheim       | 1.353            | 14,85        | 68320         | 68157      |
| Muntzenheim            | Munze         | Munzenheim     | 1.281            | 6,48         | 68320         | 68227      |
| Porte du Ried          | -             | -              | 1.914            | 9,49         | 68320         | 68143      |
| Sainte-Croix-en-Plaine | Heilikriz     | Heiligkreuz    | 3.026            | 25,77        | 68127         | 68295      |
| Sundhoffen             | Sundhofe      | Sundhoffen     | 1.971            | 12,75        | 68280         | 68331      |
| Wickerschwihr          | Wickerschwìhr | Wickerschweier | 720              | 2,25         | 68320         | 68366      |
| Kanton Colmar-2        | Colmer-2      | Colmar-2       | 53.417           | 165,22       | -             | 6805       |

1. ↑  Nur der östliche Teil der Gemeinde, der Rest gehört zum Kanton Colmar-1.

## Veränderungen im Gemeindebestand seit 2015
2016: Fusion Holtzwihr und Riedwihr → Porte du Ried

## Politik
Im 1. Wahlgang am 22. März 2015 erreichte keines der vier Wahlpaare die absolute Mehrheit. Bei der Stichwahl am 29. März 2015 gewann das Gespann Brigitte Klinkert/Éric Straumann (beide UD) gegen Marc Coursières/Marion Wilhelm (beide FN) mit einem Stimmenanteil von 71,45 % (Wahlbeteiligung:48,15 %).
Seit 2015 hat der Kanton folgende Abgeordnete im Rat des Départements:
| Vertreter im conseil général des Départements | Vertreter im conseil général des Départements | Vertreter im conseil général des Départements |
| Amtszeit                                      | Name                                          | Partei                                        |
| --------------------------------------------- | --------------------------------------------- | --------------------------------------------- |
| 2015–2021                                     | Brigitte Klinkert Éric Straumann              | DVD LR                                        |
| 2021–                                         | Brigitte Klinkert Éric Straumann              | DVD LR                                        |